# لوسمی ائوزینوفیلیک مزمن
لوسمی ائوزینوفیلیک مزمن (به انگلیسی: Chronic Eosinophilic Leukemia) یا به اختصار CEL، نوعی از سرطان خون است که در آن گلبول سفیدی به نام ائوزینوفیل بیش از حد در مغز استخوان، خون و سایر بافتهای بدن یافت می‌شود. بیشترین علت رخ دادن این نوع سرطان همجوشی و جهش ژن‌ها است.

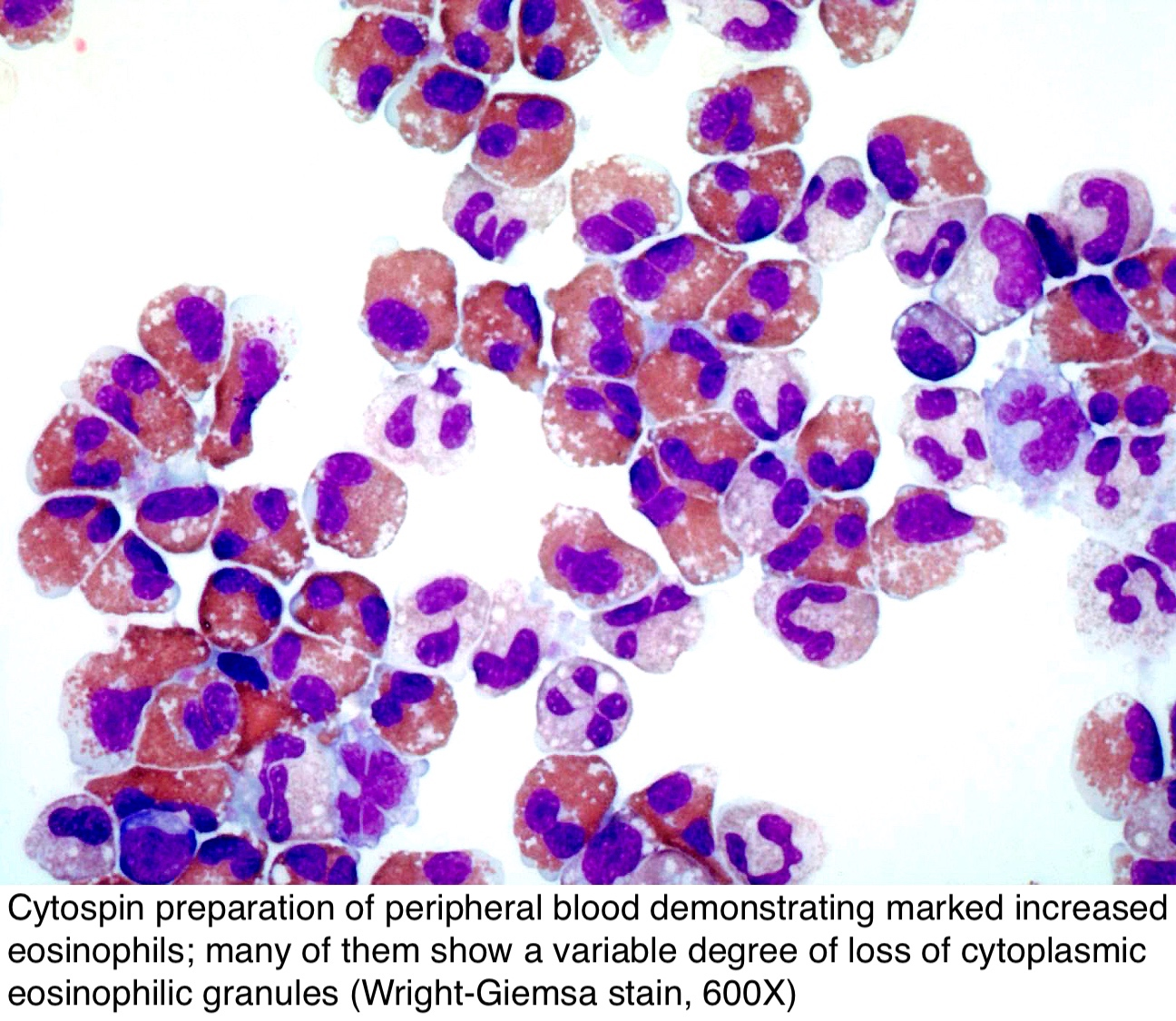

## علائم و نشانه‌ها
علائم این بیماری می‌تواند شامل مواردی همچون کاهش وزن، تب، ضعف، سرفه، ضایعات پوستی و مخاطی، اسهال و نوروپاتی محیطی، علائم قلبی، تعریق شبانه، بزرگ شدن اندازه طحال (اسپلنومگالی)، لنفادنوپاتی یا آدنوپاتی (بیماری غدد لنفاوی) و … است.
افزایش میزان ائوزینوفیل و نفوذ آن به بافت‌های بدن ممکن است باعث آسیب دیدن سایر اعضای بدن شود، به عنوان مثال می‌تواند باعث آسیب دیدگی دریچه‌های قلب شود.

## علل
علت اصلی رخ دادن این بیماری هنوز مشخص نیست ولی تصور می‌شود بیماری CEL در بیشتر موارد به علت ایجاد جهش‌های ژنی در PDGFRα , PDGFRβ یا FGFR1 همراه است.
همچنین هم جوشی ژنی که در آن دو ژن مختلف با هم پیوند خورده‌اند از علل ایجاد این بیماری محسوب می‌شود.

## تشخیص
برای تشخیص CEL به سرم خون با ائوزینوفیل بالای ۳۰٪ نیاز است.
در مواردی ممکن است با سندرم هایپرایئوزینوفیلی همراه باشد.

## درمان
بیماری CEL همراه با جهش PDGFRA با داروی ایماتینیب (IMATINIB) قابل درمان و کنترل است.
در بعضی موارد که با جهش FGFR1 همراه است ممکن است بیماری پیشرفت کرده و باعث AML یا AEL گردد.

## اپیدمیولوژی
این بیماری ممکن است در همه افراد در هر سنی رخ دهد، ولی معمولاً در مردان بیشتر از زنان شایع است.